# Мур, Клемент Кларк
Клемент Кларк Мур (англ. Clement Clarke Moore, 1779—1863) — американский писатель, литературовед, предприниматель и общественный деятель. Известен как автор рождественской поэмы «Визит святого Николая», известной также как «Ночь перед Рождеством», анонимно опубликованной в 1823 году и переведённой на многие языки. Ряд литературоведов оспаривают авторство Мура, приписывая его Генри Ливингстону.
Унаследовав большое поместье на Манхэттене, Мур пожертвовал часть своих владений епископальному диоцезу Нью-Йорка, а также организовал интенсивное жилищное строительство, что привело к формированию современного жилого района Челси.

## Биография
Клемент Мур родился в Нью-Йорке, в семейной резиденции в Элмхерсте. Его родителями были священник Бенджамин Мур и Черити Кларк. Отец Клемента, Бенджамин Мур, возглавлял епархию Нью-Йорка, территория которой включала весь штат Нью-Йорк. Епархия была создана вскоре после Войны за независимость, когда церковь на территории Америки стала независимой от англиканской церкви Великобритании. После того как лоялисты покинули Королевский колледж в Нью-Йорке, он был переименован в Колумбийский колледж (ныне — Колумбийский университет), а Бенджамин Мур дважды избирался его президентом.
Черити Кларк, мать Клемента, была дочерью майора Томаса Кларка, английского офицера, который остался в Америке после франко-индейской войны (1756—1763). Он владел большим имением «Челси» на Манхэттене, располагавшемся к северу от развитых районов города. Клемент родился в Челси, в фамильной резиденции семьи Мур Элмхерст (в настоящее время — это территория боро Куинс), а после смерти деда по материнской линии и матери унаследовал всё имение.
В 1798 году Клемент Мур окончил Колумбийский колледж, где получил степени бакалавра искусств и магистра, после чего начал литературную и публицистическую деятельность. Одной из самых ранних его работ была опубликованная анонимно брошюра, вышедшая перед президентскими выборами 1804 года и содержавшая нападки на религиозные взгляды Томаса Джефферсона (действующего президента и кандидата в президенты от Демократическо-республиканской партии). Эта брошюра под названием «Наблюдения за некоторыми пассажами из заметок г-на Джефферсона о Вирджинии, которые имеют тенденцию подрывать религию и создавать ложную философию» (Observations upon Certain Passages in Mr. Jefferson's Notes on Virginia, which Appear to Have a Tendency to Subvert Religion, and Establish a False Philosophy) представляла собой заочную полемику с положениями книги Джефферсона 1785 года «Заметки о штате Вирджиния», которую Мур считал «инструментом безбожия».
В 1809 году Мур опубликовал первый в США словарь иврита Hebrew and English Lexicon.
В соответствии с Генеральным планом Манхэттена 1811 года посередине имения Мура прошла Девятая авеню. После того как здание семинарии было построено, Мур с помощью Джеймса Н. Уэллса начал жилищное строительство на территории своего имения Челси: он поделил прилегающие к Девятой авеню земли на отдельные участки и начал продавать их зажиточным горожанам. При этом участки не могли использоваться под производственные и коммерческие нужды, а также под конюшни; под запрет попали и архитектурные излишества.
В 1820 году Клемент Мур оказал содействие церкви Троицы на Манхэттене в строительстве церкви Святого Луки на Гудзон-стрит. В 1827 году Мур передал в собственность епископальному диоцезу Нью-Йорка 66 участков своего имения (в настоящее время эта территория находится между Девятой авеню и 20-й и 21-й улицами), на которых росли яблоневые сады, для строительства на этом месте кампуса Главной теологической семинарии. В знак благодарности за пожертвование Мур был назначен профессором библеистики и восточных языков Главной теологической семинарии и занимал этот пост до 1850 года.
На протяжении жизни Мур владел рабами, как это было принято среди высших классов американского общества, и выступал против отмены рабства.
С 1840 по 1850 год Мур был членом совета директоров нью-йоркского Института слепых, находившегося на пересечении Девятой авеню и 34-й улицы (ныне — Нью-Йоркский институт специального образования). В 1844 году Мур опубликовал сборник стихов.
Клемент Мур умер в 1863 году в своей летней резиденции на Кэтрин-стрит в Ньюпорте и был похоронен в церкви Троицы в Ньюпорте. 29 ноября 1899 года его тело было перезахоронено на кладбище церкви Троицы в Нью-Йорке.

## Личная жизнь

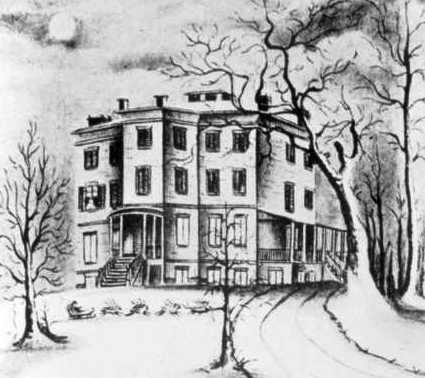
Изображение особняка в Челси, выполненное дочерью К.Мура Мэри Огден для первого цветного издания «Визита Святого Николая» (1855)

Клемент Мур был женат на Катарине Элизабет Тейлор, имевшей английские и голландские корни. Она была прямым потомком семьи Ван Кортлендт, которая была одним из крупнейших землевладельцев в долине реки Гудзон. В 1855 году Мэри Мур Огден, одна из замужних дочерей Мура нарисовала иллюстрации к первому цветному издания знаменитого стихотворения своего отца «Визит Святого Николая».

## Жилищное строительство в Челси

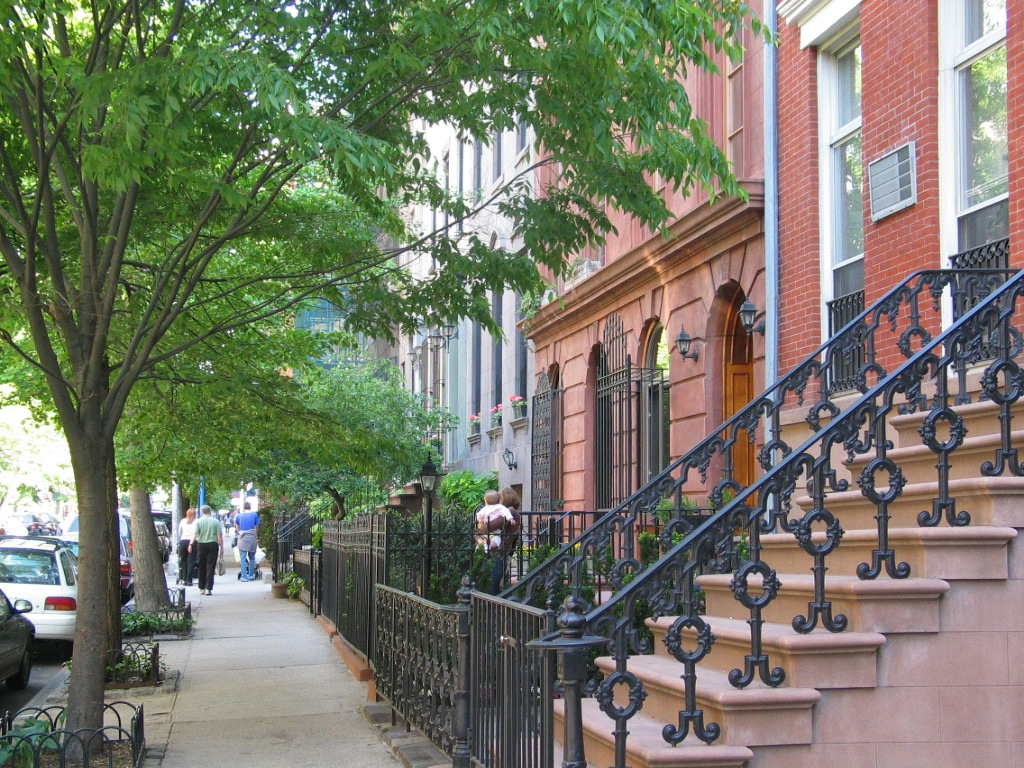
Таунхаусы в районе Челси на территории бывшей усадьбы Мура

В августе 1750 года отставной британский майор Томас Кларк (англ. Thomas Clarke) приобрёл поместье, которое располагалось между рекой Гудзон и нынешними 8-й авеню и 21-й и 24-й улицами. Кларк дал ему имя в честь лондонского Челси, родины Томаса Мора. Поместье перешло по наследству дочери Кларка Черити, которая совместно со своим мужем, Бенджамином Муром, докупила земли к югу вплоть до нынешней 19-й улицы. После смерти Черити поместье унаследовал Клемент Мур и его семья.
Генеральный план Манхэттена, утверждённый в властями Нью-Йорка в 1811 году, предусматривал, что будущая Девятая авеню пройдёт как раз посередине поместья Челси. Клемент Мур поначалу был против этого и опубликовал брошюру под названием «Владельцам недвижимости», в которой призывал землевладельцев способствовать дальнейшему развитию города, границей которого в тот момент являлась улица Хаустон-стрит. Он также осуждал введение налогов для общественных работ, таких, как создание новых улиц, и называл это «тиранией, на которую не осмелился бы ни один монарх в Европе».
В конце концов Клемент Мур стал способствовать развитию Челси, выделив на прилегавших к Девятой авеню землях на отдельные участки и продавая их зажиточным горожанам. Кроме того, он пожертвовал епископальной епархии Нью-Йорка участок с яблоневым садом для строительства Главной теологической семинарии. Строительство началось в 1827 году. В настоящее время семинария продолжает функционировать на том же месте, занимая большую часть квартала между 20-й и 21-й улицами и Девятой и Десятой авеню. Десять лет спустя Мур выделил диоцезу Нью-Йорка участок земли к востоку от пересечения Девятой авеню и 20-й улицы для строительства епископальной церкви Святого Петра. Современный район Манхэттена Челси унаследовал название поместья Мура.

## «Визит святого Николая»
Стихотворение «Визит святого Николая» (англ. A Visit from St. Nicholas), в котором рассказывается о Санта-Клаусе — сказочном персонаже, дарящем детям подарки, было впервые анонимно опубликовано в газете Sentinel города Трой штата Нью-Йорк 23 декабря 1823 года. Стихотворение было отправлено в газету другом Мура, и вскоре было многократно перепечатано и опубликовано в виде небольшой иллюстрированной книжки. Стихотворение быстро приобрело огромную популярность, некоторые исследователи оценивают его как «возможно, наиболее известное стихотворение, когда-либо написанное американцем».
До 1837 года Мур не упоминался в качестве автора стихотворения. Лишь в 1844 году Мур включил «Визит святого Николая» в антологию своих произведений, по-видимому, не желая портить свою репутацию профессора древних языков. Но к тому времени издатель первой публикации и по меньшей мере семь других признали Клемента Мура в качестве автора. После этого Мур заявил, что написал стихотворение во время посещения своей кузины, Мэри Маквикер, в Констебль-Холле, штат Нью-Йорк.

### Споры об авторстве
Авторство Мура породило большие споры у литературоведов. Дональд Фостер, профессор нью-йоркского Vassar College, основываясь на данных контент-анализа, утверждал, что Мур не мог быть автором стихотворения. По мнению Фостера, главным претендентом на авторство был майор Генри Ливингстон — младший, житель Нью-Йорка с голландскими и шотландскими корнями, который был отдалённо связан с женой Мура. Эту точку зрения разделяла и семья самого Ливингстона.
С опровержением позиции Фостера выступил коллекционер рукописей и историк Сет Каллер, который владел одной из оригинальных копий стихотворения Мура. Каллер опроверг как данные лингвистического анализа Фостера, так и экстралинвистические данные, ссылаясь на работы экспертов Джеймса Лоу и Джо Никелла (последний является автором труда Pen, Ink and Evidence).
В пользу авторства Мура свидетельствует и тот факт, что сам Ливингстон никогда не заявлял претензий на авторство, не было найдено ни одной рукописи или печатного экземпляра стихотворения с подписью Ливингстона. При этом в оригинальном экземпляре стихотворения, который был отправлен в редакцию Sentinel, имена последних двух оленей Санта-Клауса были «Дандер» (Dunder) и «Бликсем» (Blixem), а не «Дондер» (Donder) и «Блитцен» (Blitzen), как они фигурируют в печатной версии. Эти изменения в орфографии исследователи трактуют как корректорскую правку текста Мура, поскольку он не владел голландским языком.
В 2016 году профессор Макдональд Джексон, эмеритус-профессор английского языка в университете Окленда и член Королевского общества Новой Зеландии, провёл свою экспертизу определения авторства текста с использованием статистических методов, в том числе ранее не использовавшегося статистического анализа фонем, и дал заключение, что более вероятным представляется авторство Ливингстона.